# Barbara Józefik
Barbara Halina Józefik – polska psycholog, psychoterapeutka, profesor nauk społecznych. Profesor nadzwyczajny Collegium Medicum Uniwersytetu Jagiellońskiego.

## Życiorys
Studia magisterskie ukończyła w 1979 na Uniwersytecie Jagiellońskim. W 1998 na tej samej uczelni uzyskała stopień doktora nauk humanistycznych na podstawie pracy zatytułowanej Wzory międzypokoleniowe w rodzinach z zaburzeniami odżywiania się i w rodzinach pacjentów chorujących na schizofrenię przygotowanej pod kierunkiem Zbigniewa Nęckiego. Habilitację uzyskała w 2008 na podstawie rozprawy pt. Relacje rodzinne w anoreksji i bulimii psychicznej. Tytuł naukowy profesora nauk społecznych otrzymała w styczniu 2018 roku.
W okresie od 1 marca 1991 do 30 września 2024 roku pracowała na Uniwersytecie Jagiellońskim w Krakowie. Pełniła funkcje kierowniczki Pracowni Psychologii i Psychoterapii Systemowej w Klinice Psychiatrii Dzieci i Młodzieży Uniwersytetu Jagiellońskiego oraz kierowniczki Ambulatorium Terapii Rodzin Oddziału Klinicznego Psychiatrii Dorosłych, Dzieci i Młodzieży Szpitala Uniwersyteckiego w Krakowie.
Jest psychoterapeutką i superwizorką psychoterapii Polskiego Towarzystwa Psychiatrycznego i Polskiego Towarzystwa Psychologicznego oraz psychoterapeutką European Association for Psychotherapy.
W swojej działalności naukowej skupia się na systemowej psychoterapii rodzin, zaburzeniach odżywiania i zagadnieniach płci kulturowej (gender) w praktyce psychoterapeutycznej.
Jest autorką lub współautorką ponad 150 publikacji, w tym autorką monografii Relacje rodzinne w anoreksji i bulimii psychicznej oraz Kultura, ciało, nie(jedzenie). Perspektywa narracyjno-konstrukcjonistyczna w zaburzeniach odżywiania (2014).
W 2020 została odznaczona Złotym Medalem za Długoletnią Służbę.